# Lourmais
Lourmais (en bretó An Oulmeg, en gal·ló Loumâ) és un municipi francès, situat a la regió de Bretanya, al departament d'Ille i Vilaine. L'any 2006 tenia 299 habitants.

## Demografia
| 1962                                       | 1968 | 1975 | 1982 | 1990 | 1999 |
| ------------------------------------------ | ---- | ---- | ---- | ---- | ---- |
| 255                                        | 262  | 261  | 263  | 274  | 251  |
| Des de 1962: població sense dobles comptes |      |      |      |      |      |

## Administració
| Període   | Identitat    | Partit |
| --------- | ------------ | ------ |
| 1954-1999 | Jean Blaire  |        |
| 1999-2001 | Michel Rozé  |        |
| 2001-2006 | Alain Pellé  |        |
| 2006-     | Abel Erondel |        |